# 芒特卡爾姆鎮區 (阿肯色州富爾頓縣)
芒特卡爾姆鎮區（英語：Mount Calm Township）是位於美國阿肯色州富爾頓縣的一個行政鎮區。

## 地方資料
芒特卡爾姆鎮區的面積為68.96平方千米，當中陸地面積為68.92平方千米，而水域面積為0.04平方千米。根據2010年美國人口普查的數據，當地共有人口207人，而人口密度為每平方千米3人。